# Višnja Babić
Višnja Babić (Zagreb, 6. rujna 1961.) hrvatska je kazališna, televizijska i filmska glumica.
Ravnateljica je Gradskog kazališta Trešnje.

## Filmografija

### Televizijske uloge
- "Crno-bijeli svijet" kao tajnica Mira (2015.)
- "Zora dubrovačka" kao gospođa Menčetić (2013.)
- "Počivali u miru" kao Jagoda (2013.)
- "Dome slatki dome" kao Ruža Bukovac (2010.)
- "Dolina sunca" kao Ruža Bukovac (2009. – 2010.)
- "Zakon ljubavi" kao Milana Budić Levaj (2008.)
- "Odmori se, zaslužio si" kao gošća (2008.)
- "Ponos Ratkajevih" kao Kristina Savičević (2007. – 2008.)
- "Urota" kao gđa. Vitković (2007.)
- "Obični ljudi" kao dr. Novosel (2006. – 2007.)
- "Zabranjena ljubav" kao Katarina Karić (2005.)
- "Smogovci" kao Dunja Petrović-Vragec #2 (1992. – 1996.)
- "Inspektor Vinko" kao tajnica (1984.)

### Filmske uloge
- "Fleke" kao taksistica Željka (2011.)
- "Lea i Darija" kao Nina Vavra (2011.)
- "Čovjek ispod stola" kao Brigita (2009.)
- "Snivaj zlato moje" kao Mira Škrinjar (2005.)
- "Tri muškarca Melite Žganjer" kao mušterija (1998.)
- "Kanjon opasnih igara" kao Hanna Keller (1998.)
- "Na kraju puta" (1987.)
- "Transylvania 6-5000" kao seljanka (1985.)

## Vanjske poveznice
- Višnja Babić u internetskoj bazi filmova IMDb-u (engl.)